# Титов, Василий Николаевич
Васи́лий Никола́евич Тито́в (род. 30 декабря 1960, Ленинградская область) — российский топ-менеджер, советник президента — председателя правления Банка ВТБ. Первый вице-президент Международной федерации гимнастики (2016—2021 гг.), президент Федерации спортивной гимнастики России (2014—2024). Председатель Общественного совета при ФСБ России.

## Биография
- Родился 30 декабря 1960 года в Ленинградской области.
- В 1983 году окончил Ленинградский государственный университет. Сразу после вуза пришёл в ленинградское отделение издательства «Наука», где проработал до 1988 года.
- 1988—1991 годы — редактор информации по внутриполитическим проблемам в агентстве печати «Новости» .
- 1991—1993 годы — обозреватель парламентско-правительственной службы ИТАР-ТАСС.
- 1992—1993 годы — Администрация президента РФ. Пресс-секретарь вице-президента РФ.
- 1998—2002 годы — Внешэкономбанк СССР, занимал должности заместителя начальника административного департамента, директора по внешним и общественным связям, начальника департамента информации и внешних связей, был членом Совета директоров.
- 2002 год — окончил Финансовую академию при Правительстве РФ.
- с 2002 до августа 2009 года — заместитель президента — председателя правления Банка ВТБ, член правления, старший вице-президент, вице-президент.
- C августа 2009 года — до октября 2017 года - первый заместитель президента — председателя правления Банка ВТБ.
- В 2010 году был назначен председателем совета директоров «Норильского никеля»[2].
- 2010—2016 годы — председатель совета директоров московского футбольного клуба «Динамо».
- Входит в совет директоров «Национальной спутниковой компании», которой, в частности, принадлежит Триколор ТВ[3].
- В 2014 году был избран президентом Федерации спортивной гимнастики России, сменив на этом посту Андрея Костина.
- 2015 год — назначен членом Совета при Президенте РФ по развитию физической культуры и спорта
- 2016—2021 годы — первый вице-президент Международной федерации гимнастики (FIG)[4][5].
- 2018 годы — избран вице-президентом Олимпийского комитета России[6].
- 2019 год — избран президентом Всероссийской Ассоциации летних олимпийских видов спорта
- 2021 год — избран членом Исполкома Международной федерации гимнастики.
- 1 октября 2024 года избран первым вице-президентом Федерации гимнастики России.

## Награды
- 2009 год — награждён Орденом Почёта[7]
- 2010 год — отмечен Почетной грамотой Правительства РФ и Благодарностью Президента РФ[8].
- 2013 год — объявлена Благодарность Президента Российской Федерации за подготовку и участие российских спортсменов в ХХХ Летних Олимпийских играх в Лондоне.
- 2015 год — объявлена Благодарность Президента Российской Федерации за вклад в социально-экономическое развитие РФ, достигнутые трудовые успехи, активную общественную деятельность и многолетнюю добросовестную работу[9].
- 2015 год — награждён Орденом Александра Невского[10]
- 2017 год — награждён Орденом Дружбы[11]
- 2022 год — награждён Орденом «За заслуги перед Отечеством» IV степени (1 июля 2022 года) — за обеспечение успешной подготовки спортсменов, добившихся высоких спортивных достижений на Играх XXXII Олимпиады и XVI Паралимпийских летних играх 2020 года в городе Токио (Япония)[12]

## Семья
Женат, имеет 2 детей.